# N-Körper-Problem
Das N-Körper-Problem ist eine physikalische Problemstellung der klassischen Mechanik, die das Aufstellen von Bewegungsgleichungen für jeden einzelnen Massenpunkt als Ziel hat. Das N-Körper-Problem wird meist von Astronomen verwendet, um die Bewegung von Planeten, Sternen, Satelliten etc. zu simulieren. Daher wird auch heute noch in der Astronomie für einfache Berechnungen das klassische N-Körper-Problem verwendet. Bei Simulationen spricht man von der N-Körper-Simulation.
Das N-Körper-Problem der allgemeinen Relativitätstheorie ist um einiges schwerer zu lösen als das der klassischen Mechanik, weshalb für viele Simulationen weiterhin das klassische Modell verwendet wird.
Der wichtigste Spezialfall des N-Körper-Problems ist das Zweikörperproblem ({\displaystyle N=2}), das schon im 17. Jahrhundert gelöst und fortan zur Bahnberechnung von zwei umeinander kreisenden Himmelskörpern verwendet wurde.

## Allgemeine Formulierung
Gegeben seien {\displaystyle n} Punktmassen {\displaystyle m_{i}} ({\displaystyle i=1,\dots ,n}), die sich im dreidimensionalen Raum {\displaystyle \mathbb {R} ^{3}} unter ihrem gegenseitigen gravitativen Einfluss bewegen. Die Position des {\displaystyle i}-ten Massenpunkts sei durch den Ortsvektor {\displaystyle {\vec {r}}_{i}} gegeben.
Nach dem zweiten Newtonschen Gesetz ist
{\displaystyle m_{i}{\frac {\mathrm {d} ^{2}{\vec {r}}_{i}}{\mathrm {d} t^{2}}}}
gleich der Summe der auf das Teilchen {\displaystyle i} wirkenden Kräfte, in diesem Fall also der Gravitationskräfte aller anderen Teilchen auf das {\displaystyle i}-te.
Die gravitative Wechselwirkung zwischen dem {\displaystyle i}-ten und dem {\displaystyle j}-ten Teilchen ist nach dem Newtonschen Gravitationsgesetz gegeben durch
{\displaystyle {\vec {F}}_{ij}=G{\frac {m_{i}m_{j}}{|{\vec {r}}_{i}-{\vec {r}}_{j}|^{3}}}({\vec {r}}_{i}-{\vec {r}}_{j}).}
Damit können wir die Bewegungsgleichungen wie folgt schreiben:
{\displaystyle m_{i}{\frac {\mathrm {d} ^{2}{\vec {r}}_{i}}{\mathrm {d} t^{2}}}=\sum _{j=1,i\neq j}^{N}G{\frac {m_{i}m_{j}}{|{\vec {r}}_{i}-{\vec {r}}_{j}|^{3}}}({\vec {r}}_{i}-{\vec {r}}_{j})=-{\frac {\partial V}{\partial {\vec {r}}_{i}}}}
Wobei das Potential {\displaystyle V} gegeben ist durch
{\displaystyle V=-\sum _{1\leq j<k\leq N}G{\frac {m_{j}m_{k}}{|{\vec {r}}_{j}-{\vec {r}}_{k}|}}.}
Mit dem kanonischen Impuls
{\displaystyle {\vec {p}}_{i}=m_{i}{\frac {\mathrm {d} {\vec {r}}_{i}}{\mathrm {d} t}}}
und den kanonischen Koordinaten {\displaystyle {\vec {q}}_{i}={\vec {r}}_{i}} lassen sich die Hamiltonschen Bewegungsgleichungen durch:
{\displaystyle {\frac {d\mathbf {q} _{i}}{dt}}={\frac {\partial H}{\partial \mathbf {p} _{i}}}\quad {\text{und}}\quad {\frac {d\mathbf {p} _{i}}{dt}}=-{\frac {\partial H}{\partial \mathbf {q} _{i}}}}
schreiben, wobei die Hamilton-Funktion durch
{\displaystyle H=T+V}
definiert ist. {\displaystyle T} ist hierbei die kinetische Energie des Systems:
{\displaystyle T=\sum _{i=1}^{N}{\frac {|p_{i}|^{2}}{2m_{i}}}.}
Aus den Hamilton-Gleichungen erkennen wir, dass das {\displaystyle N}-Körperproblem durch ein System von {\displaystyle 6N} expliziten gewöhnlichen Differentialgleichungen erster Ordnung beschrieben werden kann.

## Spezialfälle

### Das Zweikörperproblem
Das Zweikörperproblem ist besonders in der Astronomie von herausragender Bedeutung, da es mit sehr großer Genauigkeit die Umlaufbahnen zweier Planeten etc. beschreiben kann.

#### Bewegung des Schwerpunkts
Um das Zweikörperproblem zu lösen, stellen wir zuerst die Newtonschen Bewegungsgleichungen der zwei Teilchen auf:
{\displaystyle {\vec {F}}_{12}=m_{1}{\ddot {\vec {r}}}_{1}\quad {\text{und}}\quad {\vec {F}}_{21}=m_{2}{\ddot {\vec {r}}}_{2}.}
Durch Addition der beiden Bewegungsgleichungen erhalten wir:
{\displaystyle m_{1}{\ddot {\vec {r}}}_{1}+m_{2}{\ddot {\vec {r}}}_{2}={\vec {F}}_{12}+{\vec {F}}_{21}=0.}
Nach Einführung von Schwerpunktkoordinaten können wir das Zweikörperproblem durch
{\displaystyle m_{1}{\ddot {\vec {r}}}_{1}+m_{2}{\ddot {\vec {r}}}_{2}=(m_{1}+m_{2}){\ddot {\vec {R}}}\quad \Rightarrow \quad {\ddot {\vec {R}}}={\frac {m_{1}{\ddot {\vec {r}}}_{1}+m_{2}{\ddot {\vec {r}}}_{2}}{m_{1}+m_{2}}}=0.}
Der Schwerpunkt des Zweikörpersystems bewegt sich also geradlinig gleichförmig.

#### Bewegung der Massenpunkte
Neben der Bestimmung der Schwerpunktbewegung wird manchmal auch die Bestimmung der Bewegung der einzelnen Massenpunkte als Zweikörperproblem bezeichnet. Dieses Problem ist mathematisch aufwendiger, weshalb hier nur der Lösungsweg skizziert wird.
Aus der Differentialgleichung
{\displaystyle \mu {\ddot {\vec {r}}}={\vec {F}}_{12}(x_{1},x_{2})={\vec {F}}(r)}
erhalten wir {\displaystyle {\vec {r}}(t)}. Damit reduziert sich das Zweikörperproblem auf die Bestimmung von {\displaystyle {\vec {r}}} und von {\displaystyle {\vec {R}}}.
Wenn diese bekannt sind, lässt sich die Bewegung der Massenpunkte durch
{\displaystyle {\vec {x}}_{1}(t)={\vec {R}}(t)+{\frac {m_{2}}{m_{1}+m_{2}}}{\vec {r}}(t)}
und
{\displaystyle {\vec {x}}_{2}(t)={\vec {R}}(t)-{\frac {m_{1}}{m_{1}+m_{2}}}{\vec {r}}(t)}
bestimmen.

### Das Dreikörperproblem
Newton hat bereits im Jahr 1687 in seiner „Principia“ die ersten Definitionen und Sätze zum Dreikörperproblem eingeführt. Seitdem wurden bereits zahlreiche spezielle Lösungen gefunden. Die erste dieser Lösungen wurde im Jahr 1767 von Leonhard Euler gefunden. Bereits fünf Jahre später (1772) hat der Physiker Joseph-Louis Lagrange eine weitere Lösung für Objekte, die ein gleichseitiges Dreieck bilden, gefunden. Bei dieser Lösung wurden auch erstmals die Lagrange-Punkte eingeführt.
Für das allgemeine Dreikörperproblem existieren keine geschlossenen analytischen Lösungen, da die Bewegung der Körper für die meisten Anfangswerte ein chaotisches System bilden und somit auf numerische Lösungen zurückgegriffen werden müssen. Im Allgemeinen ist die Bewegung der Körper auch nicht-periodisch.

## Allgemeine Lösung
In der physikalischen Literatur wird das N-Körperproblem manchmal als „unlösbar“ bezeichnet. Diese Formulierung ist allerdings mit Vorsicht zu genießen, da „unlösbar“ nicht scharf definiert ist. Für das N-Körperproblem mit {\displaystyle N>2} zeigte Henri Poincaré, dass es keine geschlossene Lösung (wie zum Beispiel die elliptischen Bahnen des gebundenen Keplerproblems) geben kann.

### Das N-Teilchenproblem mit der Taylor-Reihe
Das N-Teilchenproblem lässt sich u. a. durch das Einführen einer Taylor-Entwicklung lösen.
Wir definieren unser System von Differentialgleichungen wie folgt:
{\displaystyle {\frac {d^{2}}{dt^{2}}}{\vec {r}}_{i}(t)=G\sum _{k=1 \atop k\neq i}^{n}{\frac {m_{k}\left({\vec {r}}_{k}(t)-{\vec {r}}_{i}(t)\right)}{\left|{\vec {r}}_{k}(t)-{\vec {r}}_{i}(t)\right|^{3}}}.}
Da {\displaystyle {\vec {r}}_{i}(t_{0})} und {\displaystyle {\frac {\mathrm {d} {\vec {r}}_{i}}{\mathrm {d} t}}(t_{0})} als Anfangswerte bekannt sind, kennen wir auch {\displaystyle {\frac {\mathrm {d} ^{2}{\vec {r}}_{i}}{\mathrm {d} t^{2}}}}. Durch erneutes Differenzieren kennen wir dann auch die höheren Ableitungen, wodurch die Taylor-Reihe als Ganzes bekannt ist. Es bleibt aber zu zeigen, was der Konvergenzradius dieser Reihe ist und dafür insbesondere wie sie sich in Anbetracht der Polstellen (die rechte Seite der Bewegungsgleichung divergiert, wenn sich zwei Massenpunkte beliebig nahe kommen) verhält. Der chinesische Physiker Wang Qiu-Dong löste diese Frage 1991 indem er die Zeitkoordinate so transformierte, dass Singularitäten nur bei {\displaystyle t\to \infty } auftreten. Die gefundene Lösung ist allerdings nicht von praktischer Bedeutung, da die so gefundenen Reihen extrem langsam konvergieren. Auch neue theoretische Aussagen, zum Beispiel über die Stabilität des N-Körperproblems, haben sich aus dieser Lösung bisher nicht ergeben.

## Simulation
Neben der analytischen Lösung von N-Körper-Problemen gibt es auch numerische Methoden. Mit diesen lassen sich viele analytisch nur schwer lösbare Probleme recht einfach lösen. 